# Fabula (Efteling)
Fabula is een attractie in de Efteling. Het is een 4D-film die de opvolger is van de attractie PandaDroom.

## Verbouwing
Fabula vervangt de gedateerde film PandaDroom uit 2002. In november 2019 was PandaDroom voor het laatst te zien. De film en de techniek werden vervangen. Ook de voorshow werd vernieuwd. In de post-show, de Dierenwereld, werd de animatronic van een panda vervangen door de beer en eekhoorn uit de film. Ook het restaurant werd vernieuwd en bij de souvenirwinkel werd een bar geplaatst. Aanpassingen rondom de attractie werden al eerder gemaakt in 2019. Zo werden het restaurant en de ingang reeds aangepast.
Ondanks de verbouwing bleef de omstreden buitenkant, de kale loods, hetzelfde.

## Verhaal
Een jonge, knorrige beer kan niet goed overweg met andere dieren.
In de voorshow worden de hoofdpersonen kort geïntroduceerd, een jonge beer en een eekhoorn. De beer is bezig met zijn winterslaap en reageert knorrig op de aanwezigheid van de eekhoorn.
Sociaal is de beer niet, hij kan niet goed overweg met andere dieren. Het mythische figuur, Klaas Vaak, kan dromen manipuleren. Hij toont de beer in een droom dat hij meer respect mag tonen voor zijn omgeving en andere dieren. Hierbij wordt hij in verschillende leefwerelden van dieren geplaatst en telkens in een dier uit die leefwereld veranderd.

## Klaas Vaak

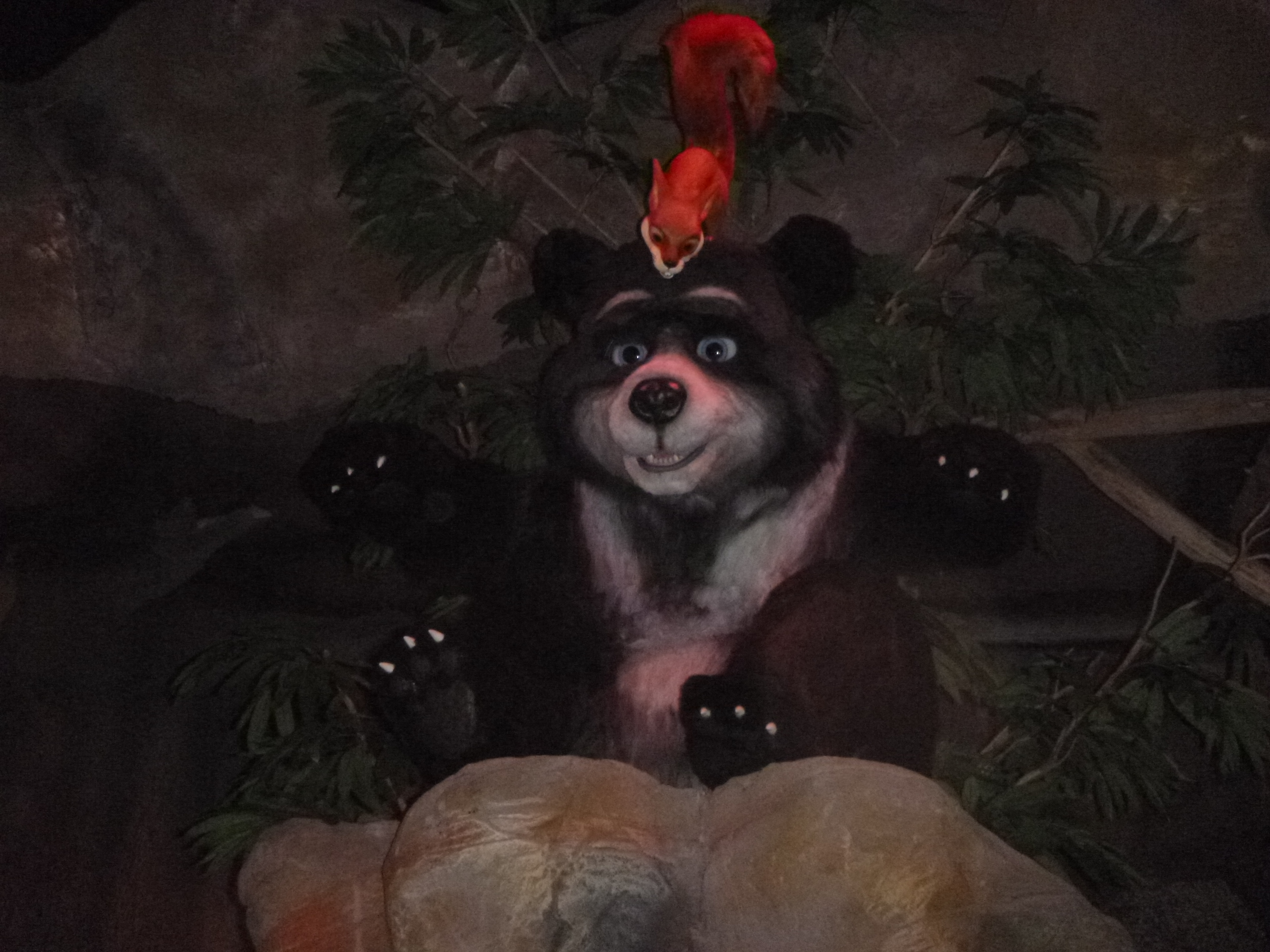
De beer en de eekhoorn

De Zandman, of Klaas Vaak is een wereldberoemd sprookjesfiguur, mede bekend door de vertelling van Hans Christian Andersen uit 1842.
Klaas Vaak is een bekend gezicht in de Efteling, met name in het vakantiepark Bosrijk, waar het verhaal van Klaas Vaak is uitgewerkt. Het Zandkasteel van Klaas Vaak is gebouwd op het centrale punt van het vakantiepark, midden in een meer, het Meer van Dromen. Volgens het verhaal is het de woonplaats van Klaas Vaak, de Zandkabouters en de uil Oehoe Houdoe. De achternaam 'Houdoe' is een verwijzing naar de Brabantse afscheidsgroet 'Houdoe' ('Houd je goed').
Klaas Vaak en zijn vrienden zijn geregeld te zien als entertainers in Bosrijk en tijdens evenementen in het park.
De karakters zijn in Nederland en België tevens bekend van de televisieseries Sprookjes van Klaas Vaak en Marjolein en het geheim van het Slaapzand en de Sprookjesmusical Klaas Vaak.

## Effecten
De 3D-film werkt met extra effecten, waardoor het als 4D-ervaring wordt aangeduid. Tijdens de film wordt er onder andere gebruik gemaakt van water, geur en wind, waardoor de film meer tot leven komt. Deze effecten waren overigens ook al verwerkt in de voorganger PandaDroom, maar zijn gemoderniseerd.

## Themagebied
De PandaDroom werd oorspronkelijk gebouwd in het Anderrijk in 2002. Bij de opening van Fabula behoorde de attractie nog tot Anderrijk. Begin september 2024 werd beslist de attractie bij Fantasierijk te voegen. Voorheen bevond de ingang zich bij het plein voor Spookslot. Met de bouw van Danse Macabre is Fabula enkel nog via de Pardoes Promenade te bereiken. Fantasierijk, bestaande uit Aquanura en Symbolica, wordt uitgebreid met Fabula.
Lijst van attracties in de Efteling · Lijst van sprookjes in de Efteling · Afbeeldingen